# Río Witham
El río Witham es un río costero de la vertiente del mar del Norte del Reino Unido que discurre por el este de Inglaterra. Está principalmente en el condado de Lincolnshire pero empieza en el condado vecino de  Leicestershire. El Witham tiene una longitud de 132 km y es el decimoquinto río más largo del Reino Unido. La tierra alrededor del Witham es llana, especialmente cerca del mar.
El Witham empieza en el condado de Leicestershire y entra Lincolnshire. Aquí, dio su nombre al primer pueblo a su lado, South Witham. Después de South Witham el río corre en el pueblo de Colsterworth, y su primera villa, Grantham. Más norte, hay la única ciudad al lado del Witham, Lincoln, la capital. Entonces, el Witham corre sur a la villa de Boston y desemboca al The Wash en el mar del Norte.
En el valle de este río, cerca de Grantham, vivió Isaac Newton.